# Justin Martin
Justin Martin est un acteur américain né le 17 mai 1994 à San Diego (Californie). Il a commencé à jouer à l'âge de 7 ans.

## Filmographie
- 2004 : Malcolm : Pete
- 2004 : The Bernie Mac Show
- 2006 : The Last Adam : jeune Brian Jones
- 2007 : Cold Case : Affaires classées : Shemar Reynolds '07
- 2008 : High School Musical 3 : Donny Dion
- 2009 : le Soliste
- 2012 : Steel Magnolias : Tommy Eatenton
- 2015 : Brotherly Love